# Fawzia Zouari

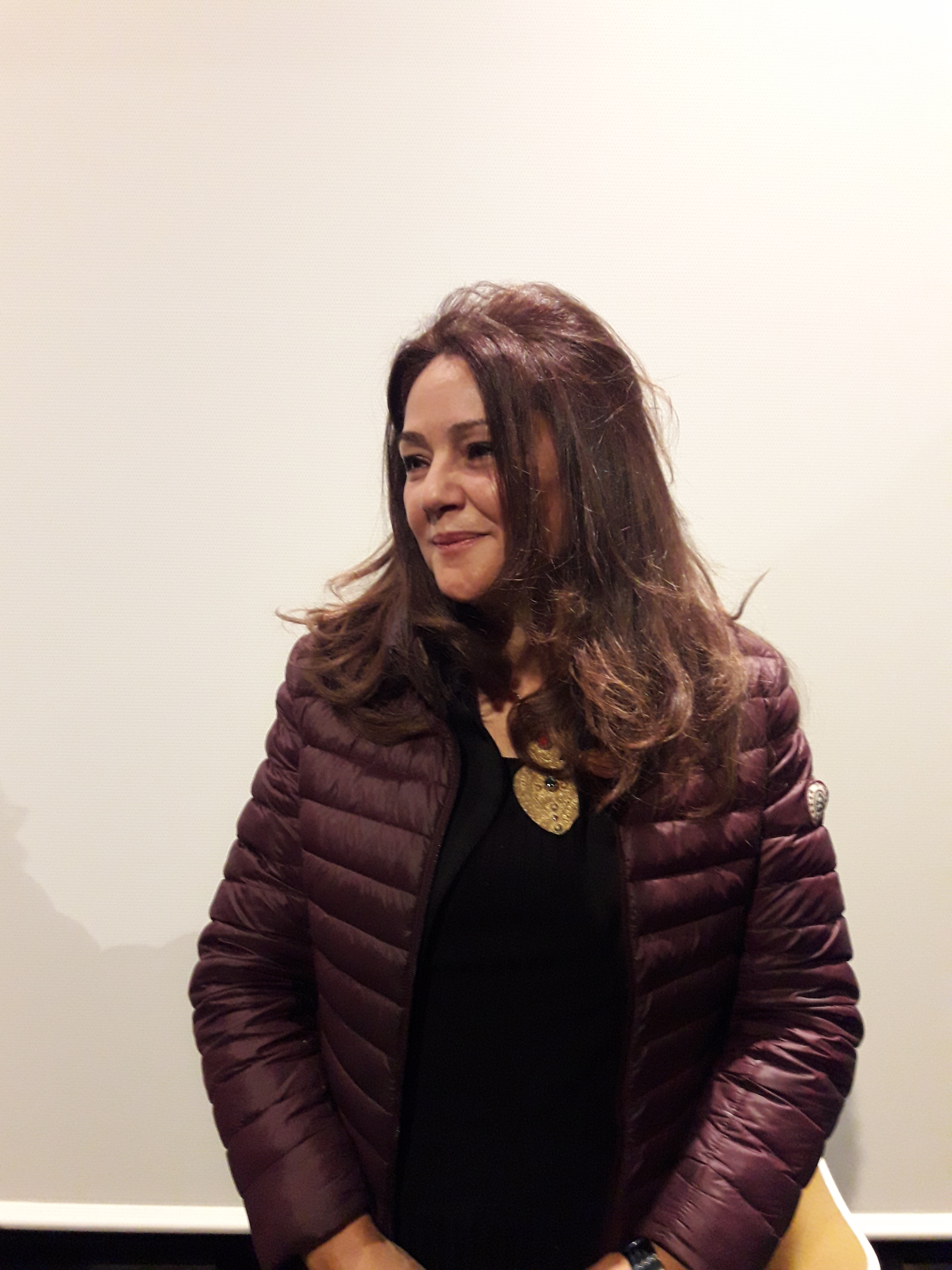
Fawzia Zouari

Fawzia Zouari (tiếng Ả Rập: فوزية الزواري), sinh ngày 10 tháng 9 năm 1955  tại Dahmani, là một nhà văn và nhà báo người Tunisia.

## Tiểu sử
Bà sinh ra ở Dahmani, cách Kef khoảng ba mươi km về phía đông nam, phía tây nam Tunis, một trong sáu chị em gái và bốn anh em. Cha bà là một người theo đạo Hồi, địa chủ và bàng lý của hòa bình. Bà là người đầu tiên trong số các bà gái không kết hôn trong tuổi vị thành niên và có thể thực hiện các nghiên cứu đại học. Bà tiếp tục học tại khoa Tunis [Laquelle?], Sau đó ở Paris.
Một bác sĩ về văn học Pháp từ Sorbonne, Zouari đã sống ở Paris từ năm 1979. Bà đã làm việc mười năm tại Việnut du monde arabe - ở nhiều vị trí khác nhau, bao gồm cả biên tập viên của tạp chí Qantara - trước khi trở thành nhà báo cho tạp chí hàng tuần Jeune Africa 1963.
Caravan of the chimera, xuất bản năm 1989 và lấy đề tài luận án của bà, được dành cho cuộc hành trình của Valentine de Saint-Point, cháu gái của Alphonse de Lamartine, một nàng thơ của Futurism, người muốn hòa giải Phương Đông và phương Tây, và định cư ở Cairo sau khi chuyển sang đạo Hồi  Các tác phẩm gần đây nhất của bà đề cập đến người phụ nữ Maghrebian định cư ở Tây Âu. Đất nước mà tôi sắp chết, xuất bản năm 1999 và lấy cảm hứng từ một câu chuyện thời sự, kể một câu chuyện hư cấu về cuộc sống của hai bà con gái bàng nhân Algeria, bị nhổ bỏ một cách khó chịu trong xã hội nguồn gốc của họ như ở đất nước mới  La Retournée, một cuốn tiểu thuyết xuất bản năm 2002, kể lại bằng giọng điệu mỉa mai cuộc sống của một trí thức Tunisia sống ở Pháp, người không còn có thể trở về làng quê. Nó phù hợp với thuật ngữ tiếng Ả Rập-Berber tường thuật này, không có ngữ nghĩa chính xác tương đương trong tiếng Pháp. Cuốn sách này đã được tái bản trong một ấn bản bỏ túi năm 2006. Cùng năm đó, Người vợ thứ hai xuất hiện, với ba người phụ nữ Maghrebi thường xuyên lui tới cùng một người đàn ông, và một lần nữa lấy cảm hứng từ một mục tin tức.